# De Beaunoir
Alexandre-Louis-Bertrand Robineau, dit de Beaunoir, né à Paris le 4 avril 1746 et mort dans la même ville le 5 août 1823, est un auteur dramatique français.

## Biographie
Destiné au service de l'Église, il devient en effet abbé, mais il s'en détourne rapidement, fasciné par la vie de Paris. Passionné de théâtre, il commence à écrire pour la troupe foraine de Nicolet. Sa première pièce, La Bourbonnaise (1768), est fort applaudie, à tel point que Nicolet l'engage pour remplacer Taconet. Il écrit jusqu'à trois pièces par semaine, sous le nom d'Abbé Robineau, et gagne 18 francs par pièce.
En 1777, il fait représenter L'Amour quêteur, petite pièce passablement scabreuse mais qui connaît un succès immédiat. L'archevêque de Paris fait défroquer Robineau, qui prend aussitôt le pseudonyme de Beaunoir, anagramme de son nom.
Beaunoir sert Nicolet jusqu'en 1780, puis il écrit des pièces plus ambitieuses qui sont représentées au Théâtre des Variétés-Amusantes et au Théâtre-Italien.
Vers 1770, il était devenu bibliothécaire du roi, mais sa réputation d'auteur libertin porte atteinte à la dignité de ses collègues, qui exigent de lui, en 1783, d'écrire sous l'anonymat. Durant quelques années, c'est donc son épouse, Louise-Céline Cheval (1766-1821), qui signe ses pièces sous le nom de Mme de Beaunoir.
En 1788, Beaunoir quitte Paris pour devenir directeur du Théâtre de Bordeaux. Un an plus tard, une gestion désastreuse terminée par une banqueroute retentissante le pousse hors de France : il émigre à Bruxelles où, en pleine révolution brabançonne, il n'hésite pas à s'introduire dans les deux camps, flattant tantôt Vonck, tantôt van der Noot.
Dégoûté de ses déboires théâtraux, il se met à écrire des brochures et des libelles, à rédiger des journaux. Répudié par van der Noot, il écrit son « drame historique » Histoire secrète et anecdotique de l'Insurrection belgique, ou Vander-Noot (1790), pamphlet scandaleux dans lequel il dénonce tous les travers des révolutionnaires. Pour se mettre à l'abri de la colère du tyran qu'il décrit, Beaunoir s'enfuit en Hollande, d'où il rédige une autre satire, Les Masques arrachés, qui se propage rapidement en Belgique et mènera à la chute de van der Noot.
Quittant les Pays-Bas, Beaunoir rejoint à Neuwied une colonie d'hommes de lettres français, parmi lesquels François Mettra qui le fait collaborer à sa Correspondance littéraire secrète.
En 1791, après avoir passé quelques mois à Liège où il rédige L'Ami des hommes ou le Vengeur, Beaunoir se réconcilie avec le théâtre et se remet à écrire des pièces pour le Théâtre de la Monnaie de Bruxelles : il y donne Le Grand dénouement de la constitution (1791), Le Commissionnaire et le jockey (1792), La Nouvelle dibutade (1793), L'Hommage de Bruxelles (1793), Le Bouquet (1793), La Séparation (1794) et Le Médecin et l'apothicaire (1794).
Beaunoir est à Saint-Pétersbourg en 1796, où il dirige les théâtres de la cour, mais est banni à la fin de l'année avec tous les autres Français. Il passe alors plusieurs années à Berlin, attendant le moment propice pour rentrer en France. Il y revient le 1er janvier 1800, mais ne retrouve ni ses amis et protecteurs, ni son public, ni sa place dans la société française du Consulat.
Il fait encore une tentative à Bordeaux, pour diriger le Théâtre en 1802, qui se solde par une nouvelle faillite, puis revient à Paris l'année suivante, où il déniche finalement un poste à la Préfecture de police.
Il meurt en 1823 dans le dénuement complet. Sa femme était morte deux ans auparavant.

## Œuvres
Il avait composé plus de 170 pièces.
- L'Amour quéteur (1777)
- Vénus pèlerine (1777)
- Jeannot (1780)
- Jérôme Pointu (1781)
- Fanfan et Colas (1784)
- Histoire secrète et anecdotique de l'Insurrection belgique, ou Vander-Noot (1790)
- L'Accordée de village, en collaboration avec Madame de Valory[1]
- Les Masques arrachés
- L'Ami des hommes ou le Vengeur
- Le Grand dénouement de la constitution (1791)
- Le Commissionnaire et le jockey (1792)
- La Nouvelle Dibutade (1793)
- L'Hommage de Bruxelles (1793)
- Le Bouquet (1793)
- La Séparation (1794)
- Le Médecin et l'Apothicaire (1794)

## Pour approfondir